# Liste von Terroranschlägen in Neuseeland
Die Liste von Terroranschlägen in Neuseeland listet in Neuseeland geschehene Terroranschläge auf.

## Erläuterung
In der Spalte Politische Ausrichtung ist die politische bzw. weltanschauliche Einordnung der Täter angegeben: faschistisch, rassistisch, nationalistisch, nationalsozialistisch, sozialistisch, kommunistisch, antiimperialistisch, islamistisch (schiitisch, sunnitisch, deobandisch, salafistisch, wahhabitisch), hinduistisch. Bei vorrangig auf staatliche Unabhängigkeit oder Autonomie zielender Ausrichtung ist autonomistisch vorangestellt, gefolgt von der Region oder der Volksgruppe und ggf. weiteren Merkmalen der Täter: armenisch, irisch (katholisch), kurdisch, tirolisch, tschetschenisch, dagestanisch, punjabisch (sikhistisch), palästinensisch.         
Die Zahl bei den Anschlägen getöteter/verletzter Täter ist in Klammern ( ) gesetzt.

## Liste
| Datum/Beginn       | Anschlag                                                                | Täter                              | Politische Ausrichtung                                                | Mittel                                                        | Ziel                                                    | Tote   | Verletzte |
| ------------------ | ----------------------------------------------------------------------- | ---------------------------------- | --------------------------------------------------------------------- | ------------------------------------------------------------- | ------------------------------------------------------- | ------ | --------- |
| 03. September 2021 | Anschlag in Auckland                                                    | Ahamed Aathill Mohamed Samsudeen   | islamistisch                                                          | Messer                                                        | Supermarkt, Zivilisten                                  | 0 (+1) | 7         |
| 15. März 2019      | Terroranschlag auf zwei Moscheen in Christchurch                        | Rechtsextremist                    | rechtsextremistisch                                                   | Halbautomatische Gewehre, Schrotflinten, Unterhebelrepetierer | 2 Moscheen                                              | 51     | 49        |
| 4. Februar 2016    | Anschlag in Whakatāne                                                   |                                    | vermutlich gegen Trans-Pacific Partnership Agreement (TPPA) gerichtet | Molotowcocktails                                              | Büro der Ministerin für Social Development, Anne Tolley | 0      | 0         |
| 10. Juli 1985      | Versenkung der Rainbow Warrior                                          | Agenten der Service Action         |                                                                       | Zwei Bomben                                                   | Schiff                                                  | 1      | 0         |
| 29. März 1984      | Anschlag in Wellington                                                  | wahrscheinlich streikende Arbeiter |                                                                       | Kofferbombe                                                   | Gebäude                                                 | 1      | 0         |
| 18. November 1982  | Anschlag auf das Rechenzentrum der neuseeländischen Polizei in Wanganui | Neil Roberts                       | Anarchist                                                             | Selbstmordattentat mit Sprengstoff                            | Gebäude                                                 | 0 (+1) | 0         |
| 1970               | 13 Sprengstoffanschläge auf diverse Militär- und Justizeinrichtungen    | Anti-Vietnamkrieg-Bewegung         |                                                                       | Sprengstoff                                                   |                                                         | 0      | 0         |
| 1951               | Anschlag in Huntly                                                      |                                    |                                                                       | Sprengstoff                                                   | Brücke                                                  | 0      | 0         |